# 物开站
物開站（朝鲜语：／ Mulgae yŏk */?）是位于朝鮮民主主義人民共和國黄海北道平山郡的一個鐵路車站。屬於平釜線。

## 邻近车站
平釜线
瑞兴站 - 物開站 - 平山站